# Катам
Катам — бессточное реликтовое озеро на северо-востоке Чада, одно из озёр группы Унианга.
Находится восточнее города Унианга-Кебир. Является остатком более обширного водоёма, который существовал в так называемый период «зелёной Сахары». Длина — 2,5 км, ширина — 1 км. Глубина этого пресноводного озера не велика, озеро питается за счёт сезонных осадков и стока от своего бассейна. Катам расположено на высоте 377 м над уровнем моря.